# Antonio del Rincón
Antonio del Rincón (c. 1446–1500) est un peintre espagnol du XVe siècle dont on sait très peu de choses.
Juan Agustín Ceán Bermúdez, après Antonio Palomino, lui consacre une petite biographie qui reprend sans critique la littérature anglo-saxonne du XIXe siècle.

## Biographie
Antonio del Rincón naît à Guadalajara vers 1446, Ceán affirme que Rincón étudie la peinture en Italie, que ce soit à Rome ou à Florence, peut-être comme élève d'Andrea del Castagno ou de Domenico Ghirlandaio. Après son retour en Espagne, il aurait été nommé peintre de la cour par les rois catholiques, Ferdinand II d'Aragon et Isabelle Ire de Castille, et responsable de leurs portraits pour lesquels il est récompensé de l'ordre de Santiago, ce que le peintre Hernando de Ávila, dans un traité perdu intitulé Arte de la Pintura, affirme d'un certain Juan del Rincón de Figueroa et Lázaro Díaz del Valle de Fernando del Rincón, qui selon Ceán serait le fils d'Antonio. Quelques historiens de l'art du XIXe siècle, principalement britanniques, déclarent également qu'« il est considéré comme le fondateur de l'école espagnole [de peinture] » et « le premier peintre espagnol de renom », tandis que Cean Bermudez déclare qu'il est « le premier en Espagne à commencer à secouer la manière gothique et à utiliser des formes arrondies ». 
Selon Ceán Bermúdez, les plus importantes de ses œuvres qui nous sont parvenues sont les dix-sept tableaux du maître autel de la paroisse de Robledo de Chavela, dans lequel, selon la documentation - qui ne fait aucune mention d'Antonio - Fernando del Rincón aurait participé, en plus de l'attribution d'une intervention avec Pedro Berruguete sur les tableaux de l'ancien tabernacle de la cathédrale Sainte-Marie de Tolède. Embauché par le conseil municipal en 1483, il perçoit un paiement final pour une dernière tache en mai 1488. Toute la documentation relative à ce peintre a la même origine : la cathédrale de Tolède, pour laquelle il a déjà travaillé en décembre 1481 à la peinture d'un retable pour la chapelle de San Pedro, achevé en 1484, mais aucune signature ou document n'a conservé son nom et, par conséquent, il n'est pas possible de définir son style,.